# Harriet Kerr

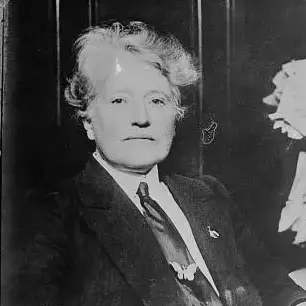
Harriet Roberta Kerr, 1913

Harriet Roberta Kerr (* 1859 in West Ham, London; † 1940) war eine englisch-britische Suffragette.

## Leben
Kerr wurde 1859 geboren, ihr Vater war Architekturprofessor am King’s College London.
Kerr leitete ein erfolgreiches Sekretariatsbüro in London, gab aber ihr Geschäft auf, um sich der Kampagne für das Frauenwahlrecht zu widmen. 1906 wurde sie zur bezahlten Büroleiterin der nationalen Zentrale der Women’s Social and Political Union (WSPU) in Clement's Inn, London, ernannt, wobei ihre Arbeit ausschließlich administrativer Natur sein sollte. Sie beaufsichtigte Freiwillige und betreute Neumitglieder wie Charlotte Marsh.
Nach der Radikalisierung des Protests 1913 wurde Kerr am 30. April 1913 zusammen mit Beatrice Sanders, Rachel Barrett, Agnes Caroline Lake (Geschäftsführerin der Zeitschrift The Suffragette) und Flora McKinnon Drummond bei einer Polizeirazzia in den WSPU-Büros verhaftet. Sie wurde wegen Verschwörung zur vorsätzlichen Sachbeschädigung zu 12 Monaten Gefängnis mit Zwangsarbeit verurteilt, obwohl sie nie an einer Abordnung oder an einer militanten Aktion teilgenommen hatte. Sie trat in den Hungerstreik und wurde im Juni 1913 im Rahmen des sogenannten Cat and Mouse Act vorübergehend entlassen. Sie hielt sich in Hook Cottage in Billingshurst, Sussex, auf, um sich zu erholen, bevor sie im Oktober 1913 in den WSPU-Büros erneut verhaftet wurde. Während der erneuten Verhaftung von Kerr und auch Sanders versuchten Annie Ford, Emma Birchell und Alice Virtue, die Polizei daran zu hindern, sie mitzunehmen und wurden ebenfalls verhaftet. Die drei wurden wegen Behinderung der Polizei zu einer Geldstrafe von je 40 Schilling verurteilt. Nachdem Kerr den Rest ihrer Vorstrafe verbüßt hatte, wurde sie zu zwölf Monaten unter Polizeiaufsicht verurteilt. Aufgrund der Auswirkungen auf ihre körperliche Gesundheit zog sich Kerr von der Wahlrechtskampagne zurück.
Als Emmeline Pankhurst am 14. Juni 1928 starb, war Kerr neben Georgina und Marie Brackenbury, Marion Wallace Dunlop, Mildred Mansel, Kitty Marshall, Rosamund Massy, Marie Naylor, Ada Wright und Barbara Wylie eine der Sargträgerinnen.
Kerr starb 1940.